# 地心引力 (电影)
是一部英、美合拍的一部科幻惊悚電影，於2013年上映。以太空灾难為題材，墨西哥导演艾方索·柯朗执导，他也参与编剧、制片及剪辑等事務；由珊卓·布拉克和佐治·古尼主演。本片為第70届威尼斯电影节的开幕作品，并於2013年多伦多影展上亮相。
非常成功的口碑为本片贏得许多奖项，包括金球奖最佳导演、美國製片人公會獎最佳影片、美国导演工会奖最佳导演、英国电影学院奖最佳英国电影及最佳导演等六个奖项。更夺得第86屆奧斯卡金像獎最佳導演、最佳攝影、最佳剪輯、最佳原創音樂、最佳視覺效果、最佳音效剪輯 和最佳音效 共计七個獎項，艾方索·柯朗也因此成为首位夺得奥斯卡最佳导演奖的墨西哥导演，亦是奧斯卡史上首位赢得此獎的拉丁美洲裔導演。

## 剧情
美国航天飞机探索者号在太空执行升級哈伯望远镜的任务期间，由于俄罗斯用导弹炸毁卫星時的計算失誤，其碎片造成连锁反应将太空梭及望遠鏡击毁。最後只剩下两名正在执行太空漫步的太空飛行員莱恩·史東博士和麦特·科沃斯基机长幸存，他们失去與休斯顿太空中心的通讯，决定利用携带的推进器前往不远处的国际太空站。
到达国际太空站時，史東抓住一个扶手，但科沃斯基的撞击使得他们又飞出，史東的鞋被一條缆绳缠住所以两人没有飞远。因为推进器已经没有燃料，科沃斯基犧牲自己自行脫離而從太空當中消失，使史東可以平安进入国际太空站。國際太空站內部的人員早已通過另一艘完整的联合号太空船撤离，還在站內的史東因內部通訊設備受損無法與地球取得聯繫且太空站出現不明故障而導致的大火，逼使史東逃入另一台因著陸降落傘暴露在外而無法著陸的联合号太空船。並在太空碎片第二次袭来之际脱离太空站，於是史東打算飞往中国的天宫太空站，卻驚覺太空船因受損嚴重而缺乏任何燃料。
無可奈何的史東嘗試使用无线电系统求救，卻只找到一个完全不解英語的因紐特族無線電愛好者，放棄任何希望的她降低舱内氧气量准备長眠不醒。朦胧中她看到科沃斯基回来，告诉她可以將联合号的着陆反推火箭的動能充當太空中推進动力。醒来之后，史東发现科沃斯基只是她缺氧时的幻觉，最終她利用着陆反推火箭和随身携带的灭火器终于到达一百英里外的天宫。
天宫太空站因为太空碎片的袭击已经偏离轨道，即将坠入大气层。史東及时进入神舟號太空船，启动返航程序回到地表，在听到无线电通讯中说营救人员已经出动之后，墜落在一个荒无人烟的湖泊中。
最後畫面為史東从太空船返回艙中游出，到达湖岸边。

## 角色
此电影全程仅有两名主演出镜：
- 珊卓·布拉克 - 莱恩·史東
- 喬治·克隆尼 - 麦特·科沃斯基

另有艾德·哈里斯等五人扮演任務控制中心人员（仅提供声音）。
女主角本來屬意安潔莉娜·裘莉，亦曾找上史嘉蕾·喬韓森及影后娜塔莉·波特曼，最後電影公司決定起用演技及票房號召力皆出色的珊卓·布拉克，導演更大讚珊卓表現出色，是一名處於頂峰狀態的女演員。男主角本由《鋼鐵人》主演小勞勃·道尼出演，但他嫌戲分側重於女主角身上而放棄。

## 制作

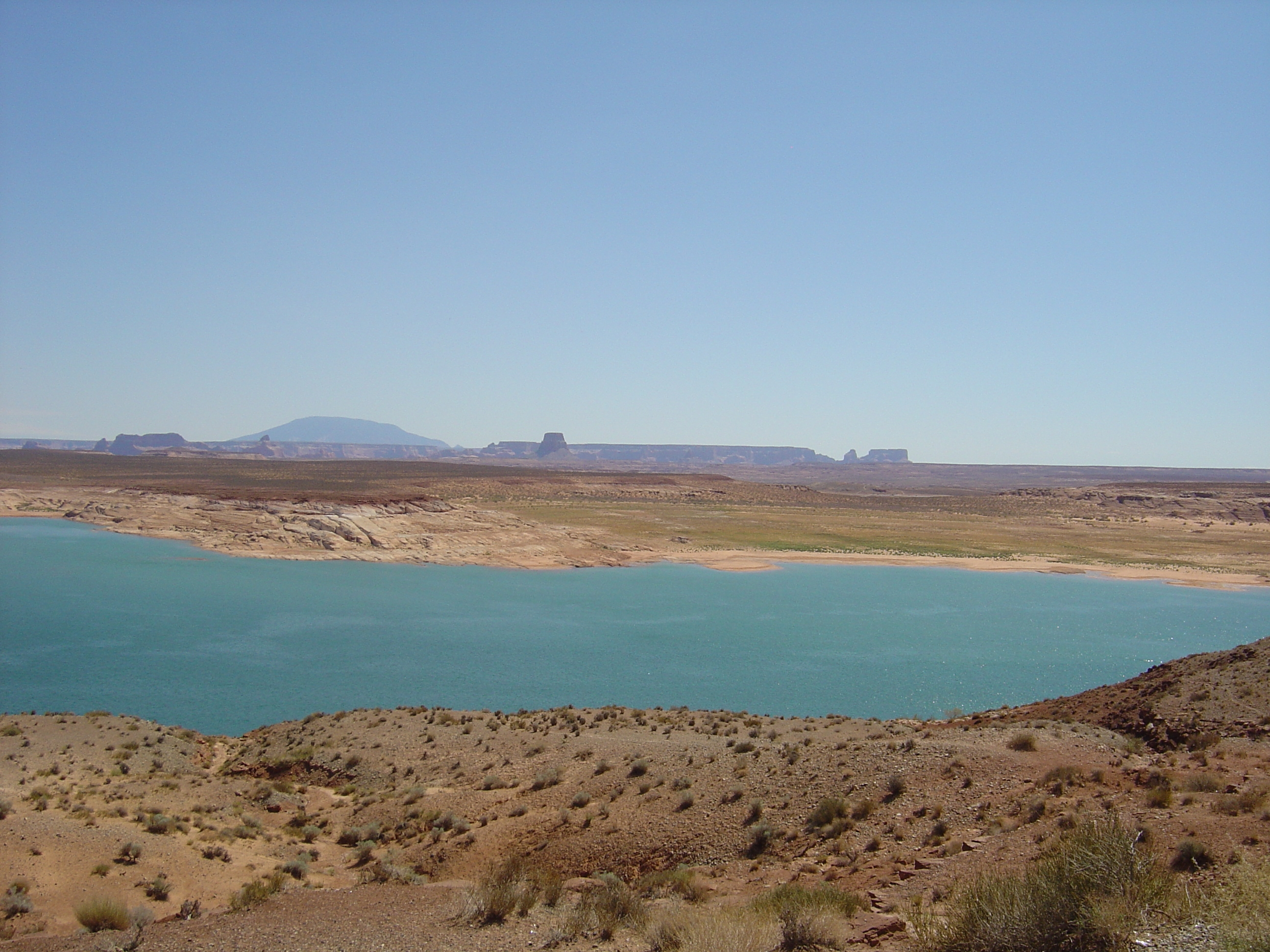
位于亚利桑那州的鮑威爾湖是片中返回艙着陆后的取景地

艾方索·柯朗之子乔纳斯·柯朗（1984年出生，墨西哥导演、编剧）为剧本的创作者。2008年乔纳斯·柯朗写了一个讲述两个人身处荒漠险境求生的故事剧本，他把这个剧本交给父亲请他提出意见，阿方索说，“我对这个故事没什么想法，不如你帮我写个别的吧。”于是乔纳斯保留了原剧本中两个主角、一段艰难旅程的设定，却把背景从沙漠改成了宇宙，成为《地心引力》最初的故事雏形。影片预算为一亿美元，采用数码方式拍摄，视觉特效由Tim Webber负责在伦敦制作，后期转制为3D电影，於2011年5月在英國伦敦开拍，其他取景地还包括亚利桑那州。
為呈現出最真實的太空場面，導演艾方索·柯朗放棄利用廠景拍攝，以全CG打造猶如太空實地背景，而協助演員拍攝的道具亦非常特別，攝影師與視覺效果顧問設計出一個內附4,096個LED燈泡的巨型燈箱，燈光、鏡頭及吊架等拍攝用具，全都可透過電腦同步，讓演員恍如被宇宙包圍旋轉，營造穿梭宇宙的效果。

## 發行

### 评价
電影收穫了廣泛的好評。影評人大多稱讚演員的表現、導演、攝影、視覺效果及3D的運用。根據爛蕃茄上收集的315篇專業影評文章，其中303篇給出了「新鮮」的正面評價，「新鮮度」為96%，平均得分9分（滿分10分）。而基於另一影評網站Metacritic上的49篇評論文章，全數皆給出好評，平均分為96（滿分100），成為2014年第二高的廣泛發行電影。據CinemaScore於首映週末的調查，觀眾給予電影的平均評價於A+至F間落於「A-」。
美媒代表性评价：“影史上最好的太空题材影片，没有之一”，“电影院中的极致視听享受，一部拥有深邃灵魂的技术神迹”，“堪称太空史诗的惊人佳作！波澜壮阔的视觉景观难以用语言形容，夸张至震撼的3D特效绝对是奇迹”，“完美的创意设计，完美的情节铺陈，其中还参杂着神秘的优雅”，“轻舞芭蕾和冷汗噩梦的完美结合，那种混杂着美丽与恐怖的基调，让最终的浪漫得以升华”，“事实证明，这部影片是一个伟大的电影作品，一个技术与故事线完美嵌合的杰作，即有惊人的视觉特效又有对生活的热爱！”
著名导演詹姆斯·卡梅隆称赞本片是他看过最棒的太空冒险片。導演葛雷摩·戴托羅亦大讚《引》片「讓人為之驚艷」。《華爾街日報》的著名影評家摩根斯頓(Joe Morgenstern)讚嘆本電影「是一個我們從來沒有辦法夢想的經歷，直到現在！」中国影评人认为，地球和空间站在片中暗喻成为人类赖以生存的母体，“当你离开了地球母体，失去了地心引力，你的生命也将随时面临危机。甚至，空间站都成为母体的暗示，当女主角逃开两轮危机，进入俄罗斯空间站。她褪去宇航服，在无重力的状态下蜷缩在太空舱里。这一场戏像极了婴儿在子宫里的样子，飘在后面的带子也有意让观众将之视为脐带，并进一步明确这种暗示。这样的镜头首先代表的是安全感，如婴儿在母体的安全感，展示主角内心的变化。”影片更是一部讲述生存与成长的作品，“像所有冒险片一样，主角都是经历危机与痛苦之后才实现成长，女主角也是在犯了各种错之后产生新的变化，比如她变得更勇敢，变得更聪明。当最后与太空舱一起飞回地球的时候，她不再有恐惧，反而是放声大笑，她开始接受了这一切，这预示着她的成长。而当影片结尾，从水中飘起的女主角奋力游向海岸，先是以爬行的姿态登陆，然后尝试着用双腿直立行走，并最终站了起来。这种如生物进化史一样的表述，同样成为主角内心成长的暗示。”

### 票房
《地心引力》是史上最成功的科幻片之一，且為主演珊卓·布拉克及喬治·克隆尼職業生涯中，票房最高的作品。同時電影也成為於10月上映的最高電影，高過動畫片《鞋貓劍客》，其在2011年於全球共進帳5.55億美元。布拉克之前最高作品的紀錄是由《捍衛戰警》（3.52億美元）所保持，而《瞞天過海》（4.56億美元）則是克魯尼先前的紀錄維持者。電影於北美地區的票房總額為274,092,705美元，其他地區449,100,000美元，全球總計723,192,705美元，位居2013年票房第八高的電影。計算所有預算，Deadline.com估計電影共獲得2.092億美元的利潤。
初步預測電影在首映週將於美國及加拿大收穫超過4,000萬美元的票房。《地心引力》於星期四晚上的場次中進帳了140萬美元，隔天達到1,750萬美元。電影在首週末共在3,575個劇院中收入5,580萬美元，位居當週冠軍，該成績打破由2011年電影《超自然現象3》維持的紀錄，成為影史10月和秋季檔電影的首映週票房冠軍。

### 奖项
《地心引力》在第86屆奧斯卡金像獎上奪得10項提名；與《瞞天大佈局》同數，兩者共同成為該屆提名最多的電影，提名當中包含最佳影片、布拉克的最佳女主角及最佳藝術指導。而電影在10項提名中共榮獲7個獎項：最佳導演、最佳攝影、最佳視覺效果、最佳剪輯、最佳原創音樂、最佳音效剪輯與最佳混音。
柯朗在第71屆金球獎上榮獲最佳導演獎，除此之外，電影還於該屆頒獎典禮上獲提名至最佳戲劇類電影、布拉克的最佳戲劇類女主角及最佳原創配樂。

## 科学错误
英國《每日郵報》採集了兩名太空人對此影片的看法，整理出十條違反太空常識之處。如果遵循現實，故事本身就不成立。
天文物理學家奈爾·德葛拉司·泰森（Neil deGrasse Tyson），指出本片一些不合邏輯之處：
1. 科沃斯基向史東解釋缺氧症狀。史東是醫師，他怎能班門弄斧？
2. 在無重力之下，史東頭髮竟然不會漂浮（当然，史東可能使用了发夹之类的物品，头发漂浮着实在是太危险）。
3. 人造衛星都從西向東環繞地球，太空碎片卻迎面而來，表示它們從東向西反其道而行。(符合現實應是垂直90度，自側面南北極軌道碎片的碰撞)
4. 當科沃斯基鬆開史東的繫索，他立即飄走遠去，事實上兩人在靜止下應該會留在原處。(而且在無重力之下，只要一拉兩人就可靠在一起)
5. 身著俄羅斯艙內航太服太空行走的桑德拉·布洛克。事實上穿艙內航太服可沒法在溫度與輻射極高的太空行走。

不過泰森表示，他意不在評論本片好壞。他說：「如果你一定要知道，我覺得影片非常好看。」
另外也有人总结出其他一些违反科学与现实的地方，例如“科沃斯基穿着的太空喷气背包（“载人机动装置”，MMU）在片中起着重要的作用，太空喷气背包确实存在，但这种装置并不适用于绝大多数任务，早在30年前就已经退役。更重要的是太空很大，即便穿上氮气推进的喷气背包，科沃斯基也很难营救史東，更不用说前往另一艘航天器。何况在事故发生前，他已经耗费了背包的30%燃料，这就进一步降低了成功的可能性。”“影片中碎片袭击导致地球上空230英里（约合370公里）的任何航天器的卫星通讯中断，致使科沃斯基和史東无法与地面联系。而实际上，通讯卫星的轨道高度是230英里这一高度的100倍，不可能出现通讯中断的情况。”“史東又一个人从空间站前往“天宫一号”。完成这样的旅程宇航员需要借助不同的航天器充当“垫脚石”，整个过程非常复杂并且风险极高，很难完成。即使能够跨越影片中那样的距离，科沃斯基和史東必须考虑每个航天器不同的高度、倾度以及速度等因素，同时考虑自身的方位。这是一项不可能完成的任务。”“史東钻进“神舟”飞船返回舱后设法了解返回舱如何工作（那个操作面板是联盟号的，天宫上的操作系统比联盟号的简单），而后重返地球大气层。整个过程中，返回舱疯狂旋转翻滚。实际上，重返地球大气层并不像影片描述的那么简单，而是一个非常复杂的过程，潜在的危险性与发射不相上下。”

## 相关短片
艾方索·柯朗的兒子乔纳斯·柯朗導演了一齣短片，名為《Aningaaq》，由格陵蘭的Orto Ignatiussen主演。故事由因纽特人Aningaaq的角度看他跟珊迪娜·布洛的角色萊恩·史東的對話。由於此短片在威尼斯和Telluride影展獲得好評，因此華納兄弟影業決定讓它角逐第86屆奧斯卡最佳短片，不过没有进入10部初选名单之中。